# Collegio di Edinburgh South West
Edinburgh South West è un collegio elettorale scozzese della Camera dei Comuni del Parlamento del Regno Unito. Elegge un membro del Parlamento con il sistema maggioritario a turno unico. Il rappresentante del collegio, dal 2024, è il laburista Scott Arthur.

## Confini
Edinburgh South West è uno dei cinque collegi che coprono la città di Edimburgo; tutti sono interamente contenuti nella città.
Prima delle elezioni generali del 2005, la città era coperta da sei collegi, uno dei quali, Edinburgh East and Musselburgh, si estendeva oltre i limiti municipali per andare verso il Lothian Orientale, per includere Musselburgh.
Edinburgh South West è in prevalenza il collegio che ha sostituito l'ex Edinburgh Pentlands, ma esclude alcune aree ad est di quel collegio. Inoltre includere una porzione sud-occidentale dell'ex Edinburgh Central. Il Parlamento scozzese utilizza invece delimitazioni differenti; Edinburgh South West è contenuto nel collegio parlamentare scozzese di Edinburgh Pentlands ed Edinburgh Central, oltre a Edinburgh Southern e Edinburgh Western.
Edinburgh South West copre la porzione sud-occidentale della città; la sua parte settentrionale è urbana, mentre il centro è sub-urbano e la restante parte è rurale, estendendosi fino alle Pentland Hills a sud. il collegio comprende i seguenti ward del consiglio della Città di Edimburgo: Balerno, Baberton, Colinton, Craiglockhart, Dalry, Firrhill, Fountainbridge, Moat, Murrayburn, Parkhead, Shandon e Sighthill. In conseguenza del Local Governance (Scotland) Act 2004, questi ward furono sostituiti con nuovi ward nel 2007; questi non sono allineati con i confini del collegio.

## Membri del Parlamento
| Elezione | Elezione | Deputato         | Partito   |
| -------- | -------- | ---------------- | --------- |
|          | 2005     | Alistair Darling | Laburista |
|          | 2015     | Joanna Cherry    | SNP       |
|          | 2024     | Scott Arthur     | Laburista |

## Risultati elettorali

### Elezioni negli anni 2020
| Partito                    | Partito                                  | Candidato                  | Risultati 4 luglio 2024 | Risultati 4 luglio 2024 |
| Partito                    | Partito                                  | Candidato                  | Voti                    | %                       |
| -------------------------- | ---------------------------------------- | -------------------------- | ----------------------- | ----------------------- |
|                            | Laburista                                | Scott Arthur               | 18 663                  | 40,87                   |
|                            | SNP                                      | Joanna Cherry              | 12 446                  | 27,26                   |
|                            | Conservatore                             | Sue Webber                 | 5 558                   | 12,17                   |
|                            | Verdi                                    | Dan Heap                   | 3 450                   | 7,56                    |
|                            | Liberal Democratici                      | Bruce Wilson               | 3 014                   | 6,60                    |
|                            | Reform UK                                | Ian Harper                 | 2 087                   | 4,57                    |
|                            | Famiglie Scozzesi                        | Richard Lucas              | 265                     | 0,58                    |
|                            | Indipendente                             | Marc Wilkinson             | 181                     | 0,40                    |
|                            |                                          |                            |                         |                         |
| Iscritti                   | Iscritti                                 | Iscritti                   | 73 784                  | 100,00                  |
| ↳ Votanti (% su iscritti)  | ↳ Votanti (% su iscritti)                | ↳ Votanti (% su iscritti)  | 45 664                  | 61,89                   |
| ↳ Astenuti (% su iscritti) | ↳ Astenuti (% su iscritti)               | ↳ Astenuti (% su iscritti) | 28 120                  | 38,11                   |
|                            |                                          |                            |                         |                         |
|                            | Esito: collegio passa da SNP a Laburista |                            |                         |                         |

### Elezioni negli anni 2010
| Partito                    | Partito                          | Candidato                  | Risultati 12 dicembre 2019 | Risultati 12 dicembre 2019 |
| Partito                    | Partito                          | Candidato                  | Voti                       | %                          |
| -------------------------- | -------------------------------- | -------------------------- | -------------------------- | -------------------------- |
|                            | SNP                              | Joanna Cherry              | 24 830                     | 47,63                      |
|                            | Conservatore                     | Callum Laidlaw             | 12 848                     | 24,65                      |
|                            | Laburista                        | Sophie Cooke               | 7 478                      | 14,34                      |
|                            | Liberal Democratici              | Tom Inglis                 | 4 971                      | 9,54                       |
|                            | Verdi                            | Ben Parker                 | 1 265                      | 2,43                       |
|                            | Brexit                           | David Ballantine           | 625                        | 1,20                       |
|                            | Social Democratico               | Mev Brown                  | 114                        | 0,22                       |
|                            |                                  |                            |                            |                            |
| Iscritti                   | Iscritti                         | Iscritti                   | 73 500                     | 100,00                     |
| ↳ Votanti (% su iscritti)  | ↳ Votanti (% su iscritti)        | ↳ Votanti (% su iscritti)  | 52 131                     | 70,93                      |
| ↳ Astenuti (% su iscritti) | ↳ Astenuti (% su iscritti)       | ↳ Astenuti (% su iscritti) | 21 369                     | 29,07                      |
|                            |                                  |                            |                            |                            |
|                            | Esito: collegio confermato a SNP |                            |                            |                            |

| Partito                    | Partito                          | Candidato                  | Risultati 8 giugno 2017 | Risultati 8 giugno 2017 |
| Partito                    | Partito                          | Candidato                  | Voti                    | %                       |
| -------------------------- | -------------------------------- | -------------------------- | ----------------------- | ----------------------- |
|                            | SNP                              | Joanna Cherry              | 17 575                  | 35,58                   |
|                            | Conservatore                     | Miles Briggs               | 16 478                  | 33,36                   |
|                            | Laburista                        | Foysol Choudhury           | 13 213                  | 26,75                   |
|                            | Liberal Democratici              | Aisha Mir                  | 2 124                   | 4,30                    |
|                            |                                  |                            |                         |                         |
| Iscritti                   | Iscritti                         | Iscritti                   | 71 167                  | 100,00                  |
| ↳ Votanti (% su iscritti)  | ↳ Votanti (% su iscritti)        | ↳ Votanti (% su iscritti)  | 49 390                  | 69,40                   |
| ↳ Astenuti (% su iscritti) | ↳ Astenuti (% su iscritti)       | ↳ Astenuti (% su iscritti) | 21 777                  | 30,60                   |
|                            |                                  |                            |                         |                         |
|                            | Esito: collegio confermato a SNP |                            |                         |                         |

| Partito                    | Partito                                  | Candidato                  | Risultati 7 maggio 2015 | Risultati 7 maggio 2015 |
| Partito                    | Partito                                  | Candidato                  | Voti                    | %                       |
| -------------------------- | ---------------------------------------- | -------------------------- | ----------------------- | ----------------------- |
|                            | SNP                                      | Joanna Cherry              | 22 168                  | 42,96                   |
|                            | Laburista                                | Ricky Henderson            | 14 033                  | 27,19                   |
|                            | Conservatore                             | Gordon Lindhurst           | 10 444                  | 20,24                   |
|                            | Verdi                                    | Richard Doherty            | 1 965                   | 3,81                    |
|                            | Liberal Democratici                      | Daniel Farthing-Sykes      | 1 920                   | 3,72                    |
|                            | UKIP                                     | Richard Lucas              | 1 072                   | 2,08                    |
|                            |                                          |                            |                         |                         |
| Iscritti                   | Iscritti                                 | Iscritti                   | 72 170                  | 100,00                  |
| ↳ Votanti (% su iscritti)  | ↳ Votanti (% su iscritti)                | ↳ Votanti (% su iscritti)  | 51 602                  | 71,50                   |
| ↳ Astenuti (% su iscritti) | ↳ Astenuti (% su iscritti)               | ↳ Astenuti (% su iscritti) | 20 568                  | 28,50                   |
|                            |                                          |                            |                         |                         |
|                            | Esito: collegio passa da Laburista a SNP |                            |                         |                         |

| Partito                    | Partito                                | Candidato                  | Risultati 6 maggio 2010 | Risultati 6 maggio 2010 |
| Partito                    | Partito                                | Candidato                  | Voti                    | %                       |
| -------------------------- | -------------------------------------- | -------------------------- | ----------------------- | ----------------------- |
|                            | Laburista                              | Alistair Darling           | 19 473                  | 42,83                   |
|                            | Conservatore                           | Jason Rust                 | 11 026                  | 24,25                   |
|                            | Liberal Democratici                    | Tim McKay                  | 8 194                   | 18,02                   |
|                            | SNP                                    | Kaukab Stewart             | 5 530                   | 12,16                   |
|                            | Verdi                                  | Clare Cooney               | 872                     | 1,92                    |
|                            | Socialista                             | Colin Fox                  | 319                     | 0,70                    |
|                            | Lega Comunista                         | Caroline Bellamy           | 48                      | 0,11                    |
|                            |                                        |                            |                         |                         |
| Iscritti                   | Iscritti                               | Iscritti                   | 66 367                  | 100,00                  |
| ↳ Votanti (% su iscritti)  | ↳ Votanti (% su iscritti)              | ↳ Votanti (% su iscritti)  | 45 462                  | 68,50                   |
| ↳ Astenuti (% su iscritti) | ↳ Astenuti (% su iscritti)             | ↳ Astenuti (% su iscritti) | 20 905                  | 31,50                   |
|                            |                                        |                            |                         |                         |
|                            | Esito: collegio confermato a Laburista |                            |                         |                         |

### Elezioni negli anni 2000
| Partito                    | Partito                                      | Candidato                  | Risultati 5 maggio 2005 | Risultati 5 maggio 2005 |
| Partito                    | Partito                                      | Candidato                  | Voti                    | %                       |
| -------------------------- | -------------------------------------------- | -------------------------- | ----------------------- | ----------------------- |
|                            | Laburista                                    | Alistair Darling           | 17 476                  | 39,79                   |
|                            | Conservatore                                 | Gordon Buchan              | 10 234                  | 23,30                   |
|                            | Liberal Democratici                          | Simon Clark                | 9 252                   | 21,06                   |
|                            | SNP                                          | Nick Elliott-Cannon        | 4 654                   | 10,60                   |
|                            | Verdi                                        | John Blair-Fish            | 1 520                   | 3,46                    |
|                            | Socialista                                   | Pat Smith                  | 585                     | 1,33                    |
|                            | UKIP                                         | William Boys               | 205                     | 0,47                    |
|                            |                                              |                            |                         |                         |
| Iscritti                   | Iscritti                                     | Iscritti                   | 67 165                  | 100,00                  |
| ↳ Votanti (% su iscritti)  | ↳ Votanti (% su iscritti)                    | ↳ Votanti (% su iscritti)  | 43 926                  | 65,40                   |
| ↳ Astenuti (% su iscritti) | ↳ Astenuti (% su iscritti)                   | ↳ Astenuti (% su iscritti) | 23 239                  | 34,60                   |
|                            |                                              |                            |                         |                         |
|                            | Esito: collegio a Laburista (nuovo collegio) |                            |                         |                         |

## Risultati dei referendum

### Referendum sulla permanenza del Regno Unito nell'Unione europea del 2016
|        | Collegio             | Lasciare UE % | Rimanere in UE % |
| ------ | -------------------- | ------------- | ---------------- |
|        | Edinburgh South West | 27,9%         | 72,1%            |
| Scozia | 38,0%                | 62,0%         |                  |
|        | Regno Unito          | 51,9%         | 48,1%            |

### Referendum sull'indipendenza della Scozia del 2014
|        | Collegio             | Voti NO | % No      | Voti SI | % Sì  |
| ------ | -------------------- | ------- | --------- | ------- | ----- |
|        | Edinburgh South West | 39 509  | 61,6%     | 24 659  | 38,4% |
| Scozia | 2 001 926            | 55,3%   | 1 617 989 | 44,7%   |       |